# Anycommerce
Anycommerce, anciennement Wynd, est une plateforme de commerce unifiée. 
L'entreprise figure dans le programme French Tech 120. La société qui la développe s'appelle Thematic Groupe. Elle a été condamnée à plusieurs reprises par la justice. 
Anycommerce est présente au Maroc, à Dubaï, Hong-Kong et Bangkok.
Elle a fait l’objet de multiples actions judiciaires de la part de salariés, de clients et de fournisseurs.

## Histoire
Wynd est lancé en mai 2014. La même année, une première levée de fonds permet de récolter 1,8 million d'euros ; elle cible le développement de l'offre commerciale pour le secteur de la restauration.
En 2015, une seconde levée de fonds de 7 millions d'euros a lieu auprès de Orange Digital Ventures et Alven Capital.
En 2016, une troisième levée de fonds de 30 millions d'euros a lieu auprès de Sodexo Ventures et Orange Digital Ventures.
En 2019, une levée de fonds de 72 millions d'euros auprès notamment de Natixis a pour but de développer l'intelligence artificielle au sein de l'entreprise. Les Échos notent que pour une start-up en hyper-croissance, ces nouveaux fonds doivent être utilisés avec « précaution », ce qui n'est pas le cas selon le journal en raison du recrutement de 150 à 200 personnes. La même année, Wynd figure dans le Next40 qu'elle quitte en 2022.
En 2021, Wynd rachète Symag, filiale paiements de BNP Paribas, pour plusieurs millions d'euros. Symag employait alors 190 salariés et comptait parmi ses client Carrefour, Fnac-Darty et les Galeries Lafayette. Consulté sur l’opération, le CSE a présenté un avis défavorable, mettant en doute le modèle économique de Wynd. Le dirigeant de Symag a quitté l’entreprise un an après le rachat.
Patrick Sayer, ancien président d’Eurazeo, détient 4 % du capital de Wynd. Il a rejoint le conseil d'administration en 2021.
En 2022, Wynd prend la marque Anycommerce. Le dirigeant d'Anycommerce quitte l'entreprise en juillet 2022.
Anycommerce n'est pas encore rentable. Il vise à l'être en 2022. L'exercice clos le 31 janvier 2021 s'est soldé par une perte nette de 11,7 millions d'euros. 
Depuis 2023, Anycommerce est l'un des acteurs de l’initiative « Je choisis la French Tech » notamment via sa collaboration avec la société Chronopost. 
En mars 2024, Anycommerce est racheté par ChapsVision, spécialiste du traitement de la donnée, pour un montant non-dévoilé. L'hebdomadaire Challenges évoque le montant de 12,5 millions d'euros dans sa rubrique Confidentiels. 

## Polémiques

### Procès En-contact
En 2020, la 17e chambre du tribunal judiciaire de Paris condamne le directeur de la publication et un journaliste du site en-contact.com pour des propos diffamatoires tenus à l'encontre d'Ismaël Ould. Les magistrats considèrent que la « base factuelle » d'une enquête publiée sur le site était « très limitée », alimentée par des témoignages anonymes, et qu'il y a eu un « manque de prudence » dans les termes employés pour qualifier les activités de la start-up.
Le journaliste d'En-contact indique au tribunal que les sociétés MK2, Système U et LVMH ont été mécontentes de Wynd. L'avocat de Wynd reconnaît que le cofondateur de Wynd, Ismaël Ould, est en conflit avec l'entreprise Vicomte Arthur. Le dirigeant s'est présenté par le passé comme "normalien et neurologue", ce qu'il n'a jamais été.

### Contentieux actionnaire, fournisseurs, salariés
Anycommerce a fait l’objet de multiples actions judiciaires de la part de salariés, de clients et de fournisseurs.

#### Actionnaire
La direction de Sodexo, actionnaire de Wynd / Anycommerce, a mis en cause la régularité des comptes de la start-up présentés à l’époque aux investisseurs.

#### Salariés
Entre 2017 et 2022, Wynd a été condamnée 9 fois aux prud'hommes de Paris. Un salarié s'est plaint que l'entreprise « ne lui a pas permis de travailler dans un climat bienveillant et serein », évoquant « des départs en cascade ».

#### Fournisseurs
En 2018, Wynd a été condamnée par le tribunal de commerce de Paris à payer 476 000 euros à l’entreprise informatique Altedis.
Un protocole de résiliation amiable a été signé en février 2018 par Wynd et son bailleur, la SCI Tour Mirabeau, à la suite de loyers impayés. La start-up lui devait 1 026 406 euros.

### Clients mécontents
Nabab Kebab, Comtesse du Barry, la Commission européenne, Natixis et Sodexo ont été déçus de Wynd et ont arrêté de collaborer avec la société. Natixis et Sodexo étaient pourtant actionnaires de l'entreprise.